# Richard Biwa
Richard Biwa (ur. 20 lipca 1982) – namibijski piłkarz występujący na pozycji obrońcy.

## Kariera klubowa
Biwa rozpoczynał zawodową karierę w 2001 roku w zespole Orlando Pirates Windhuk. W sezonie 2001/2002 zdobył z nim Puchar Namibii. W 2002 roku przeszedł do niemieckiej Borussii Freialdenhoven, grającej w czwartej lidze i spędził tam sezon 2002/2003. Następnie był graczem piątoligowych rezerw drugoligowego MSV Duisburg.
W 2004 roku wrócił do Namibii, gdzie został graczem klubu Civics FC. W latach 2005–2007 zdobył z nim 3 mistrzostwa Namibii, a w 2008 roku także Puchar Namibii. W 2010 roku wrócił do Orlando Pirates Windhuk, gdzie rok później zakończył karierę.

## Kariera reprezentacyjna
W latach 2001–2003 Biwa rozegrał 4 spotkania w reprezentacji Namibii.